# Betonkübel

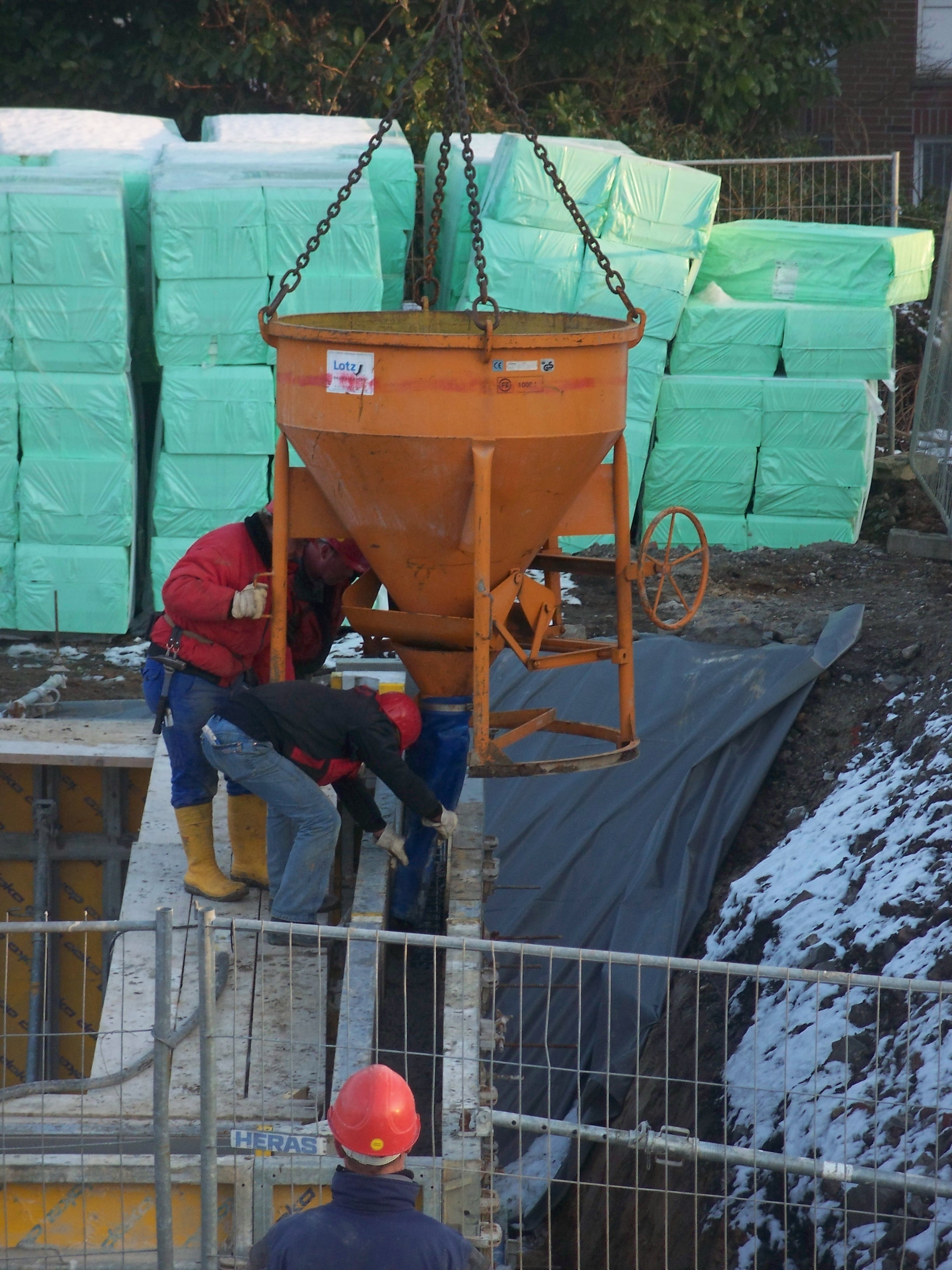
Betonkübel mit Schlauch beim Befüllen einer Schalung

Ein Betonkübel oder auch Krankübel ist ein trichterförmiger Behälter, mit dem Frischbeton auf einer Baustelle transportiert und verteilt werden kann. Ist am Kübel ein Schlauch zur Verringerung der Fallhöhe angebracht, wird auch von einem Schlauchkübel gesprochen.

## Funktion und Einsatz
Durch die Trichterform können Betonkübel (beispielsweise von einem Fahrmischer oder einer Betonmischanlage) einfach befüllt und durch die am unteren Ende angebrachte, per Handrad oder Hebel bediente Klappe dosiert z. B. in eine Schalung komplett entleert werden. Üblicherweise werden die zwischen 200 und 2000 Liter fassenden Betonkübel per Kran innerhalb einer Baustelle bewegt, bei abgelegenen Baustellen aber auch durch Hubschrauber (siehe dazu: Seilbahnunglück am Rettenbachferner). Müssen größere Mengen Beton verteilt werden, bietet sich der Einsatz einer Autobetonpumpe an.